# Rearranjo de Wagner-Meerwein
Um rearranjo de Wagner-Meerwein é uma classe de reações de rearranjo 1,2 de carbocátion na qual um grupo hidrogênio, alquil ou aril migra de um carbono a um carbono vizinho.
Diversas revisões desta reação química orgânica tem sido publicadas.
O rearranjo foi primeiramente descoberto em terpenos bicíclicos como por exemplo a conversão de isoborneol a canfeno: